# Патры (барония)

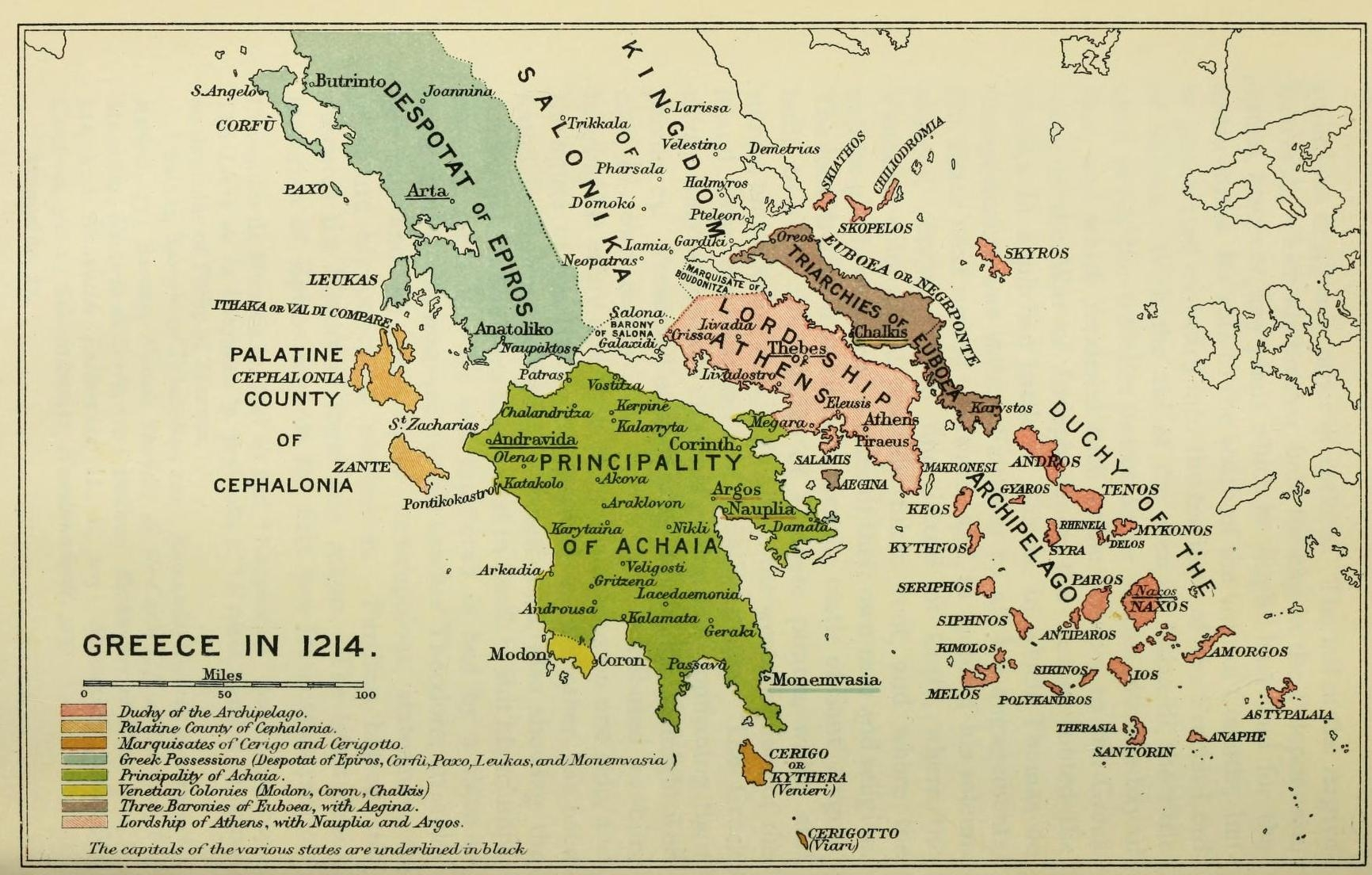

Барония Патры (La baronnie de Patras) — сеньория крестоносцев на полуострове Пелопоннес.
Создана около 1209 года и стала одной из 12 бароний княжества Ахайя, включала 24 рыцарских фьефа. Город Патры был центром католического архиепископства, у которого, в свою очередь, тоже были рыцарские фьефы (числом 8).
Согласно французской, греческой и итальянской версиям Хроники Мореи, первым бароном Патр был провансальский рыцарь Гильом Алеман. Однако в Сапиенцском договоре между Ахайей и Венецией, заключенном в 1209 году, бароном указан Арнуль Алеман (возможно, он был предшественником Гильома). А в арагонской версии Морейской хроники список сеньоров Патр возглавляют Готье Алеман и его сын Конрад.
В 1220-х годах первый католический архиепископ Патр Ансельм де Клюни начал переговоры о покупке Патрской баронии. Точная дата, когда состоялась сама сделка, не известна.
Архиепископ Гульельмо Франжипани (1317—1337) объявил себя независимым от князей Ахайи. После его смерти анжуйский бальи Бертран де Бо осадил Патры. Папа Бенедикт XII объявил Святой престол сюзереном города и наложил на Ахайю интердикт. Регентша Катерина де Валуа-Куртене согласилась на независимость архиепископов при условии, что их светские владения останутся в составе княжества.
В условиях угрозы со стороны Османской империи в 1408 году Венеция согласилась взять на себя управление баронией в обмен на ежегодную выплату 1000 дукатов. Однако папа оспорил сделку, и в 1413 году она была расторгнута.
В 1429—1430 гг. Патры захватил деспот Мореи. В 1458 году город был завоёван турками.
Католические архиепископы Патр XIV—XV веков:
- Бенедикт, 1277—1301,
- Жан, упоминается в 1304
- Ренье, ум. 1316
- Гульельмо Франжипани, 1317—1337
- Роже, 1337—1347.
- Никколо да Канале (Nicolas da Canale), 1347—1350.
- Райнальдо де Лауро (Rainald de Lauro), 1350—1358.
- Раймонд (Raymond), 1358—1359 .
- Джованни II Ачайюоли (Jean II Acciaiuoli), 1360—1365 .
- Анжело I Ачайюоли (Ange Ier Acciaiuoli) , 1365—1369.
- Джованни де Новиако (Jean de Noviacho), викарий, 1369—1371 .
- Джованни III Пьячентини (Jean III Piacentini), 1371—1376 , ум. в 1404.
- Паоло Фоскари (Paul Foscari) , 1376—1394.
- Анжело II Ачайюоли (Ange II Acciaiuoli) , 1394—1400 , ум. 1409.
- Пьетро-Антонио Корнаро (Pierre-Antoine Cornaro), 1400—1403.
- Стефано Дзаккариа (Étienne Zaccaria), 1404—1424.
- Пандольфо Малатеста (Pandolphe Malatesta), 1424—1430, изгнан греками в 1429 или 1430 году, умер в 1441 г. в Песаро.